# Ervin Lázár

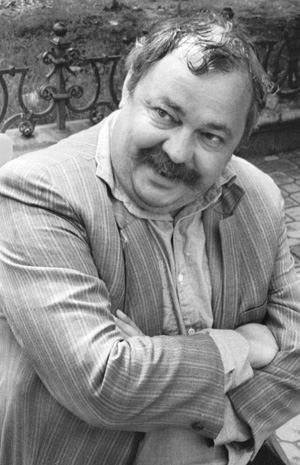
Ervin Lázár am Vörösmarty tér (Budapest, 1989; Foto: Dániel Kertész)

Ervin Lázár  (* 5. Mai 1936 in Budapest; † 22. Dezember 2006 ebenda) war ein ungarischer Schriftsteller und Geschichtenerzähler. Er verfasste vor allem Kinderbücher. Lázár war Kossuth-Preisträger und Mitglied der Digitalen Literaturakademie.

## Leben
Ervin Lázár wuchs in Alsó-Rácegrespuszta im Komitat Tolna auf, wo seine Familie bis 1951 lebte. Sein Vater, István Lázár, war Verwalter auf einem Gutshof, seine Mutter war Etelka Pentz. Er besuchte die Schule in Rácegrespuszta und später in Sárszentlőrinc. Im Alter von 10 Jahren wechselte er auf das Zisterziensergymnasium in Székesfehérvár. Nachdem die Schule 1948 verstaatlicht worden war, erhielt er Privatunterricht in Sárszentlőrinc. Ab Oktober 1950 besuchte er das Garay János Gymnasium. Zunächst wurde ihm auf Grund der gesellschaftlichen Herkunft seines Vaters der Besuch des Gymnasiums verweigert. Erst als sich ein Verwandter für seine Aufnahme einsetzte, wurde ihm der Schulbesuch gestattet. Seine Eltern galten als klassenfremd, obwohl sie nach der Landreform von 1945 ärmer als die übrigen Einwohner der Umgebung waren. Im Jahr 1951 mussten sie die Dienstwohnung verlassen, woraufhin die Familie nach Tüskéspuszta umzog. Im Jahr 1954 legte Lázár die Reifeprüfung ab. Danach studierte er an der Philosophischen Fakultät der Loránd-Eötvös-Universität in Budapest.
Ervin Lázár erzählte 2004 in einem Gespräch mit Kinga Erős, das in der Zeitschrift des ungarischen Schriftstellerverbands Magyar Napló veröffentlicht wurde:
»Damals erfolgte die Lockerung [der Diktatur] unter Imre Nagy, in dieser Welle kam ich an die Universität. Eigentlich spürte ich schon damals, dass ich denen, die mir feindlich gesinnt waren, viel Gutes zu verdanken habe. Als sie bei meiner Aufnahme in meinen Zeugnissen blätterten, war dort ein vorzügliches Zeugnis, aus dem hervorging, dass mein Betragen mangelhaft war, Note 2. Sie fragten nach, was der Grund dafür sei, und ich erzählte.«
Originalzitat:
„Akkoriban jött a Nagy Imre-féle könnyítés, ennek hullámain eljutottam az egyetemre. Tulajdonképpen már ekkor éreztem, hogy a rosszakaróimnak sok jót köszönhetek. Amikor a felvételinél lapozgattak a bizonyítványomban, ott állt egy színjeles bizonyítvány, amelyben szerepelt, hogy magatartás tűrhető, kettes. Rákérdeztek, hogy ennek mi az oka, én pedig elmeséltem“.
Von 1959 bis 1963 schrieb er für die Pécser Abendzeitung Esti Pécsi Napló. Im Jahr 1961 absolvierte er das Lehrerdiplom für das Fach Ungarisch. Später arbeitete er bei der Tageszeitung Dunántúli Napló und zusammen mit Tibor Tüskés bei der Literaturzeitschrift Jelenkor. 1965 zog er nach Budapest, wo er bei der Literaturzeitschrift Élet és Irodalom eine Stelle als Umbruchredakteur erhielt. Zwischen 1971 und 1989 war er freischaffender Schriftsteller. Am 1. Oktober 1989 wurde er Gründungsmitglied der Zeitschrift Magyar Fórum („Ungarisches Forum“), wo er fast ein Jahr lang leitender Angestellter war. In den folgenden Jahren arbeitete er für die Zeitungen Magyar Napló, Pesti Hírlap und Magyar Nemzet. Ab 1992 war er Lektor bei der Zeitschrift Hitel.
Von 1991 bis 1994 war er Mitglied des Magyar Újságírók Országos Szövetségének („Landesverband Ungarischer Journalisten“). Ab 1996 war er auch Mitglied des Magyar Írószövetség („Ungarischer Schriftstellerverband“). Im Jahr 2005 drehte Péter Gárdos auf der Grundlage von drei Novellen Lázárs den Film A porcelánbaba („Die Porzellanpuppe“).
Ervin Lázár starb im Dezember 2006 in Budapest, wo er auf dem Friedhof Farkasréti temető beigesetzt wurde.

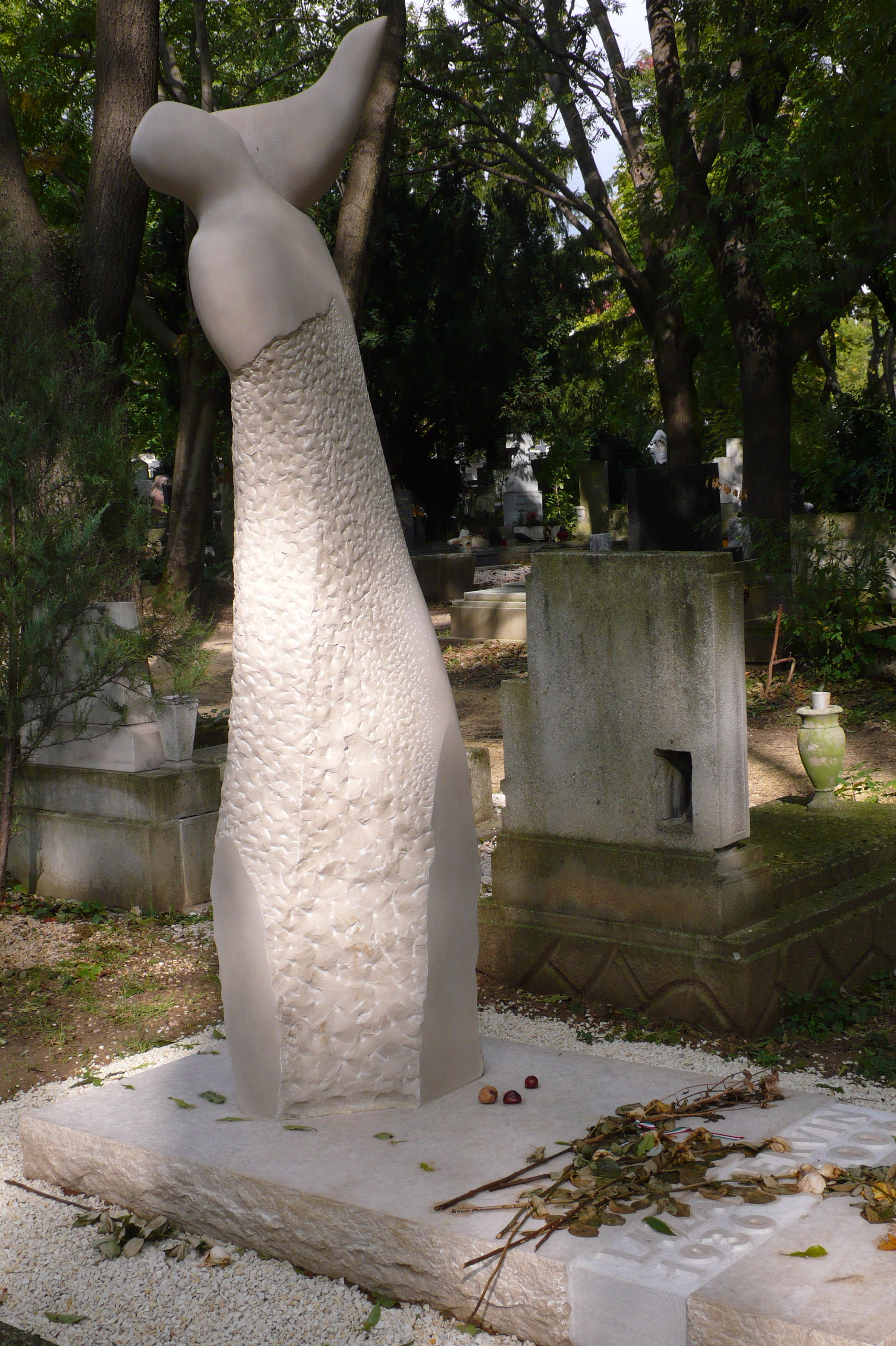
Lázárs Grab in Budapest (Farkasréti temető: 7/4.)

## Werk
Ervin Lázár ist vor allem für seine Märchen bekannt. Den Großteil seiner Inspiration schöpfte er aus seiner Kindheit. Lázárs Texte wurden oft für Hörspiele im Radio aufgearbeitet, die sowohl bei Kindern als auch bei Erwachsenen beliebt sind. Die Sprache in seinen Werken ist individuell und spielerisch.
Seine erste Novelle mit dem Titel Jelenkor („Gegenwart“) erschien 1958. Im Jahr 1964 erschien der Band A kisfiú meg az oroszlánok („Der kleine Junge und die Löwen“) mit Illustrationen von László Réber, der von da an regelmäßig mit dem Schriftsteller zusammenarbeitete.
Der einzige Roman Lázárs, A fehér tigris („Der weiße Tiger“), erschien 1971. Für die 1979 erschienene Märchenerzählung Berzsián és Dideki wurde er drei Jahre später mit dem internationalen Andersen-Diplom ausgezeichnet. Im Jahr 1986 gewann er mit dem Hörspiel Ó be szép az élet, s minden más madár den ersten Preis des jährlichen Hörspiel-Wettbewerbs des Magyar Rádió.
Liste von Lázárs Werken:
- Auf Petis Hof sind Löwen, Ill. von László Réber. Übers. aus d. Ungar. von Ita Szent-Iványi, Kinderbuchverlag Berlin, 1969, (A kisfiú meg az oroszlánok 1964)
- Csonkacsütörtök (1966)
- Egy lapát szén Nellikének (1969)
- Die bunte Amsel, Mit Zeichn. von László Réber, Aus d. Ungar. übertr. von Henriette Schade-Engl., Dt. Bearb. von Barbara Schweizer, Budapest, Corvina-Verlag, 1972, (A  nagyravágyó feketerigó  )
- Buddha szomorú (1973)
- A fehér tigris (Roman, 1971)
- A Hétfejű Tündér (Märchen, 1973)
- Bersian und Meister Schräubchen, Aus d. Ungar. von Hans Skirecki, Kinderbuchverlag Berlin, 1983 (Berzsián és Dideki, Märchen, 1979)
- Gyere haza, Mikkamakka (Kinderroman, 1980)
- A Masoko Köztársaság (1981)
- Arnika, die Entenprinzessin, Aus d. Ungar. von Hans Skirecki, Ill. von László Réber, Kinderbuchverlag Berlin, 1988 (Szegény Dzsoni és Árnika, Märchen, 1981)
- A négyszögletű kerek erdő. (Kinderroman, 1985); Der runde Wald mit vier Ecken. Übersetzt in die deutsche Sprache von Clemens Prinz. Móra Könyvkiadó, Budapest 2016.
- Bab Berci kalandjai (Kinderroman, 1989)
- A Franka cirkusz (Hörspiel, 1990)
- A manógyár (Märchen, 1994)
- Hét szeretőm (Erzählung, 1994)
- Csillagmajor (Erzählung, 1996)
- Kisangyal (Erzählung, 1997)
- Hapci király (Märchen, 1998)
- Lehel kürtje (Märchen)

## Auszeichnungen
- Attila-József-Preis, 1974
- Művészeti Alap Irodalmi Díja (1980)
- Állami Ifjúsági Díj („Staatlicher Jugendpreis“, 1981)
- Hans-Christian-Andersen-Diplom (1982)
- Év Könyve jutalom („Buch des Jahres“ 1986)
- Déry Tibor-jutalom („Tibor-Déry-Preis“, 1990)
- IBBY-Preis (1990)
- Soros-életműdíj (Tivadar-Soros-Lebenspreis, 1990)
- MSZOSZ-díj („Preis des Ungarischen Gewerkschaftsbunds“, 1995)
- Kossuth-Preis (1996)
- Pro Literatura (1999)
- Prima Primissima (2005)